# Борец Сапожникова
Аконит Сапожникова, или Боре́ц Сапожникова (лат. Aconitum saposhnikovii) — многолетнее травянистое растение, вид рода Борец (Aconitum) семейства Лютиковые (Ranunculaceae).

## Распространение и экология
Ареал вида охватывает Тянь-Шань. Эндемик. Описан из ущелья реки Нарын.
Произрастает в еловых лесах, по долинам рек.

## Ботаническое описание
Корневище в виде тонкой цепочки из сросшихся небольших клубней длиной и шириной 5—6 мм. Стебель высотой до 55 см, толщиной у основания 2—3 мм, круглый, покрытый мелкими, изогнутыми волосками, опушение в соцветии более густое и состоит преимущественно из курчавых волосков.
Листья в числе трёх—восьми, с пластинкой длиной 25—40 мм и шириной 50—60 мм, в общем очертании пятиугольные, до основания рассечённые на пять широко-клиновидных сегментов, последние делятся на 2 или 3 доли, с округло-заострёнными зубцами, длиной 3—8 мм и шириной 2—4 мм; ширина среднего сегмента в нерасчлененной части 12—20 мм. Листья сверху и снизу почти голые с немногими волосками по жилкам, по краям скудно ресничатые.
Соцветие — рыхлая 4—8-цветковая кисть. Цветки фиолетово-синие с белым пятном у основания боковой доли, длиной до 28 мм, шириной до 12 мм. Шлем, у вполне развитых цветков, обыкновенно сильно отогнут от боковых долей, высотой 5—7 мм, длиной 14—16 мм, шириной на уровне носика до 11 мм, слабо опушённый, с более густым опушением на носике, по краям ресничатый; боковые доли околоцветника почти округлые, иногда слегка неравнобокие, длиной 10—14 мм, шириной 10—12 мм, с внутренней стороны с редкими волосками, снаружи голые или негусто покрытые курчавыми волосками, по краю ресничатые; нижние доли сильно неравные, длиной 9—10 мм и шириной 1—5 мм, с внутренней стороны почти голые, снаружи опушённые. Нектарники со слабо изогнутым ноготком, шпорцем длиной 0.5—1 мм и пластинкой шириной 1—2 мм, заканчивающейся небольшой кверху загнутой выемчатой губой; тычинки голые, книзу расширяющиеся; завязи в числе трёх, голые.

## Таксономия
Вид Борец Сапожникова входит в род Борец (Aconitum) трибы Живокостные (Delphinieae) подсемейства Лютиковые (Ranunculoideae) семейства Лютиковые (Ranunculaceae) порядка Лютикоцветные (Ranunculales).
|  |                       |  |                                               |                                               |                                         |  | ещё четыре подсемейства (согласно Системе APG II) | ещё четыре подсемейства (согласно Системе APG II) |                                           |  |  |  | ещё 2 рода              | ещё 2 рода            |  |  |
|  |                       |  |                                               |                                               |                                         |  | ещё четыре подсемейства (согласно Системе APG II) | ещё четыре подсемейства (согласно Системе APG II) |                                           |  |  |  | ещё 2 рода              | ещё 2 рода            |  |  |
|  |                       |  |                                               | семейство Лютиковые                           |                                         |  |                                                   |                                                   | триба Живокостные                         |  |  |  |                         | вид Борец Сапожникова |  |  |
|  |                       |  |                                               | семейство Лютиковые                           |                                         |  |                                                   |                                                   | триба Живокостные                         |  |  |  |                         | вид Борец Сапожникова |  |  |
|  | порядок Лютикоцветные |  |                                               |                                               | подсемейство Лютиковые (Ranunculoideae) |  |                                                   |                                                   | род Борец, или Аконит                     |  |  |  |                         |                       |  |  |
|  | порядок Лютикоцветные |  |                                               |                                               |                                         |  |                                                   |                                                   |                                           |  |  |  |                         |                       |  |  |
|  |                       |  | ещё десять семейств (согласно Системе APG II) | ещё десять семейств (согласно Системе APG II) |                                         |  |                                                   | ещё восемь триб (согласно Системе APG II)         | ещё восемь триб (согласно Системе APG II) |  |  |  | ещё от 250 до 300 видов |                       |  |  |
|  |                       |  |                                               | ещё десять семейств (согласно Системе APG II) |                                         |  |                                                   |                                                   | ещё восемь триб (согласно Системе APG II) |  |  |  |                         |                       |  |  |